# Canon RF 24-240mm f/4-6.3 IS USM
El Canon RF 24-240mm f/4-6.3 IS USM és un objectiu zoom el qual esta entre una focal gran angular, normal i teleobectiu, amb muntura Canon RF.
Aquest, va ser anunciat per Canon el 14 de febrer de 2019, amb un preu de venda suggerit de 1.069,99 €.
Actualment, és l'òptica de la sèrie RF de Canon amb més zoom (10x).
Aquest objectiu és un tot terreny, per tant es pot utilitzar per molts tipus de fotografia, com paisatge, retrat, fauna o esport. És molt utilitzat per fotoperiodistes per la seva gran versatilitat d'ús.

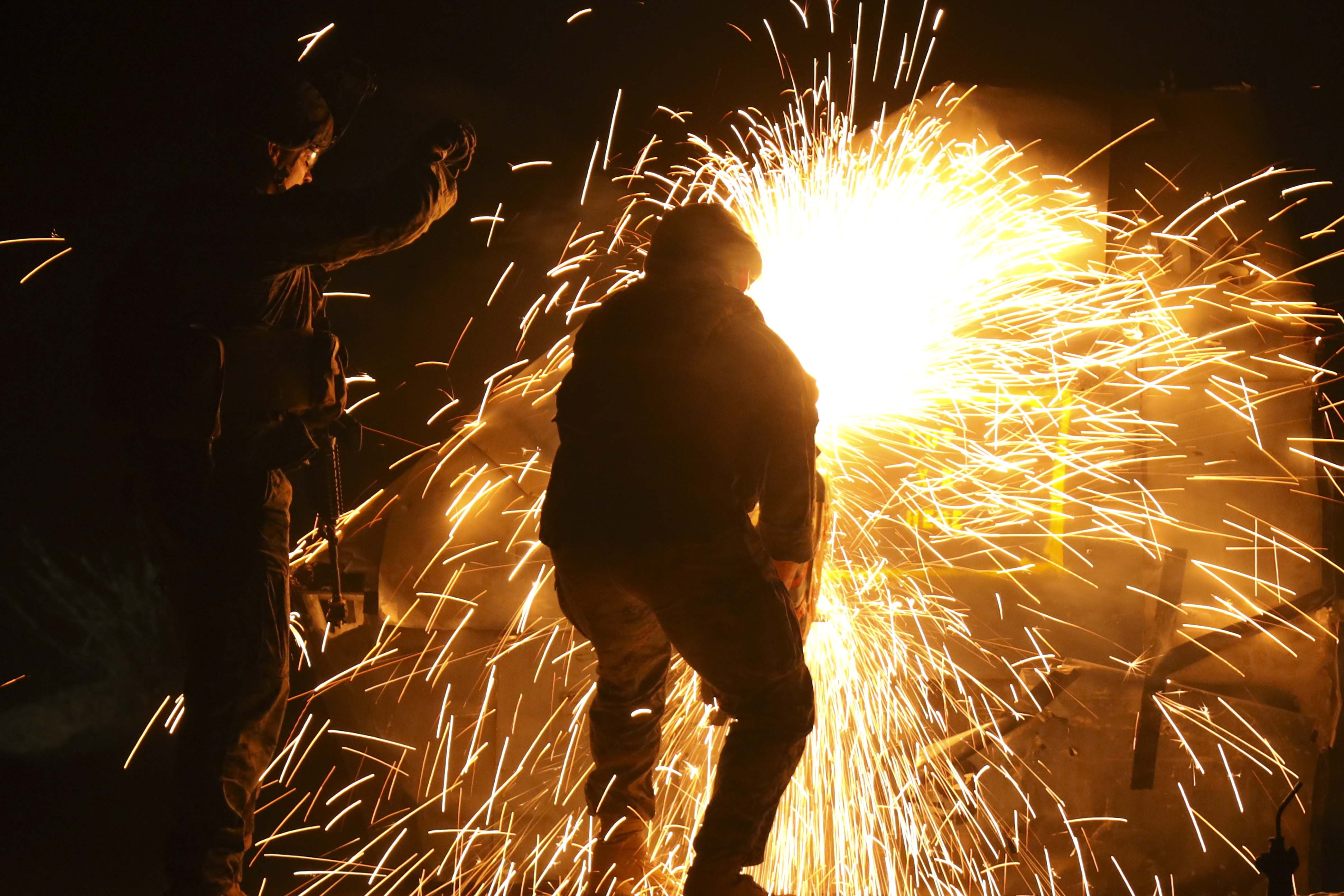
Treballadors fotografiats a 168mm amb el Canon RF 24-240mm f/4-6.3 IS USM

## Característiques
Les seves característiques més destacades són:
- Distància focal: 24-240mm
- Obertura: f/4 - 22 (a 24mm) i f/6.3 - 38 (a 240mm)
- Motor d'enfocament: USM (Motor d'enfocament ultrasònic, ràpid i silenciós)
- Estabilitzador d'imatge de 5 passes
- Distància mínima d'enfocament: 50cm
- Rosca de 72mm
- A 24mm i f/8 l'ombrejat de les cantonades s'estabilitza a 1,5 passes. A mesura que la distància focal de la lent augmenta, a f/8 l'ombrejat de les cantonades es redueix a gairebé un pas a 50 mm i es manté a unes 0,6-0,8 passes a les distàncies focals més grans.[4]

## Construcció[5]
- La muntura és de metall, mentre que les altres parts són de plàstic.
- El diafragma consta de 7 fulles, i les 21 lents de l'objectiu estan distribuïdes en 15 grups.
- Consta d'una lent asfèrica, dos d'ultra baixa dispersió.

## Accessoris compatibles[6]
- Tapa E-72 II
- Parasol EW-78F
- Filtres de 72mm
- Tapa posterior RF
- Funda LZ1219